# American samurai
American Samurai es una película de artes marciales, protagonizada por David Bradley y Mark Dacascos, producida por Cannon Films. El filme fue rodado en Israel y estrenado en los Estados Unidos en 1992. Esta película representa el primer rol protagónico (aunque antagonista) del artista marcial Mark Alan Dacascos.

## Argumento
En un accidente aéreo sobre las montañas japonesas, el único sobreviviente –un recién nacido llamado Andrew- es rescatado por Tatsuya Sanga, un maestro samurái que lo adopta y cría junto a su hijo Kenjiro, entrenándolos a temprana edad en la senda del guerrero. Los dos menores demuestran un talento excepcional para las artes marciales, pero en pocos años Andrew consigue superar las habilidades combativas de su hermanastro. Los celos engendrados en Kenjiro lo motivan a unirse a un clan Yakuza, tomando el juramento de la mafia y renegando de los valores morales del código samurái. Finalmente abandona el dōjō de su padre, no sin antes jurar venganza contra su hermano.
Diez años después, Andrew se convierte en un exitoso reportero en Los Ángeles, trabajando para una prestigiosa editorial. El, junto a una hermosa fotógrafa, se embarcan en un viaje a Turquía para investigar y desenmascarar una operación de tráfico de opio entre ese país y Norteamérica. Sin embargo, a punto de cumplir con ese objetivo, son descubiertos por los jefes de los carteles, quienes secuestran a la mujer, forzando a Andrew a combatir en un millonario pero mortal torneo clandestino de lucha, cuyo máximo campeón es el mortal Kenjiro. Ambos hermanos deberán forzar al máximo sus habilidades, en una lucha donde solo uno seguirá con vida.

## Reparto
- David Bradley como Andrew 'Drew' Collins.
- Mark Dacascos como Kenjiro Sanga.
- Valarie Trapp como Janet Ward.
- Rex Ryon como Ed Harrison.
- Melissa Hellman como Samantha.
- John Fujioka como Tatsuya Sanga.
- Douvi Cohen como Stephane.